# Araeoncus etinde
Araeoncus etinde is een spinnensoort in de taxonomische indeling van de hangmatspinnen (Linyphiidae).
Het dier behoort tot het geslacht Araeoncus. De wetenschappelijke naam van de soort werd voor het eerst geldig gepubliceerd in 1983 door Robert Bosmans & Rudy Jocqué.